# Jaime Cardona
Jaime Francisco de Cardona y de Aragón (Urgel, 1405 - castelo de Cervera, 1º de dezembro de 1466) foi um cardeal do século XV.

## Biografia
Nasceu em Urgel em Ca. 1405. Filho de Juan Ramón Folch, segundo conde de Cardona, e de Juana de Aragón y Villena, bisneta do rei Jaime II de Aragão. Seu primeiro nome também está listado como Jaume; como Jayme; e como Jaime Francisco; e seu sobrenome como Folch de Cardona y Aragón. Ele foi chamado de Cardeal de Ss. Pietro e Marcellino e de S. Pietro in Vincoli embora nunca tenha recebido um título.
Cônego do capítulo da catedral e arquidiácono de Barcelona. Administrador perpétuo da abadia de Santa María, Solsona, 1441. Presidente da Generalitat da Catalunha, 1443-1446.
Eleito bispo de Vich em 28 de maio de 1445; foi eleito quando Dom Jorge de Ornos foi privado da sé; tomou posse em 22 de julho de 1445. Consagrado (nenhuma informação encontrada). Entrou ao serviço do Papa Nicolau V como referendário pontifício em 17 de novembro de 1448. Participou das cortes de Perpignan em março de 1450. Em 1º de fevereiro de 1456, pregou em Barcelona durante as festividades da canonização de São Vicente Ferrer. Em 23 de novembro de 1456, compareceu à congregação da província para discutir o pagamento do subsídio imposto pelo Papa Calisto III para a guerra contra os turcos. Celebrou a missa nas exéquias de D. Afonso IV em 28 de junho de 1458. Transferida para a sé de Gerona, em 15 de outubro de 1459. Na discórdia entre Carlos, o Príncipe de Viana; e o pai de Carlos, o rei Juan II, o bispo acompanhava constantemente o partido do rei. Quando o príncipe de Viana foi libertado pelo pai, fez uma lista negra de inimigos da sua causa; na lista apareceu Jaime de Cardona. Em 1459, o rei Juan II enviou-o à corte francesa, juntamente com Gastón, conde de Foix; Luis Despuig, mestre de Montesa, e outros, para obter a ajuda do rei Carlos VII; a missão foi bem sucedida. Transferido para a sé de Urgel, em 23 de setembro de 1461, a pedido dos jurados ; ocupou a sé até sua morte. A pedido do rei de Aragão, foi promovido ao cardinalato.
Criado cardeal sacerdote no consistório de 18 de dezembro de 1461; nunca foi a Roma para receber o chapéu vermelho e o título. Não participou do conclave de 1464, que elegeu o Papa Paulo II. O Papa Pio II chamou-o de “um homem culto de vida santa”.
Morreu em castelo de Cervera em 1º de dezembro de 1466, castelo de Cervera, Catalunha. Sepultado no convento de São Francisco de Cervera. Em 1513, seus restos mortais foram transferidos para a igreja de San Vicente em Cardona, e sepultados junto com os de seus sobrinhos, os vice-condes Joan Ramon Folch III e Joan Ramon Folch IV.